# Viișoara (gmina Vidra)
Viișoara – wieś w Rumunii, w okręgu Vrancea, w gminie Vidra. W 2011 roku liczyła 687
mieszkańców.